# Thaumalea stelviana
Thaumalea stelviana är en tvåvingeart som beskrevs av Wagner och Björn Rulik 2008. Thaumalea stelviana ingår i släktet Thaumalea och familjen mätarmyggor.
Artens utbredningsområde är Italien. Inga underarter finns listade i Catalogue of Life.